# Rücksicht
Chansons représentant l'Allemagne au Concours Eurovision de la chanson
Ein bißchen Frieden
(1982) Aufrecht geh'n
(1984)
Rücksicht est la chanson représentant l'Allemagne au Concours Eurovision de la chanson 1983 à Munich. Elle est interprétée par le duo allemand Hoffmann et Hoffmann.

## Histoire
La ballade parle du respect mutuel. Volker Lechtenbrink écrit les paroles, Michael Reinecke compose la musique. La production est réalisée par Peter Kirsten et Dieter Kindl.
Lors du concours, la chanson passe en quatorzième position. Dieter Reith dirige l'orchestre. La chanson finit cinquième du concours sur vingt participants avec 94 points.
À sa sortie, la chanson atteint la huitième place des ventes de singles en Allemagne et la sixième en Suisse. Hoffmann et Hoffmann en font aussi une version en anglais, Love Gives.
En 1997, Mary Roos reprend la chanson pour son album qui reçoit le même titre.

## Source de la traduction
- (de) Cet article est partiellement ou en totalité issu de l’article de Wikipédia en allemand intitulé « Rücksicht » (voir la liste des auteurs).